# Diephuis

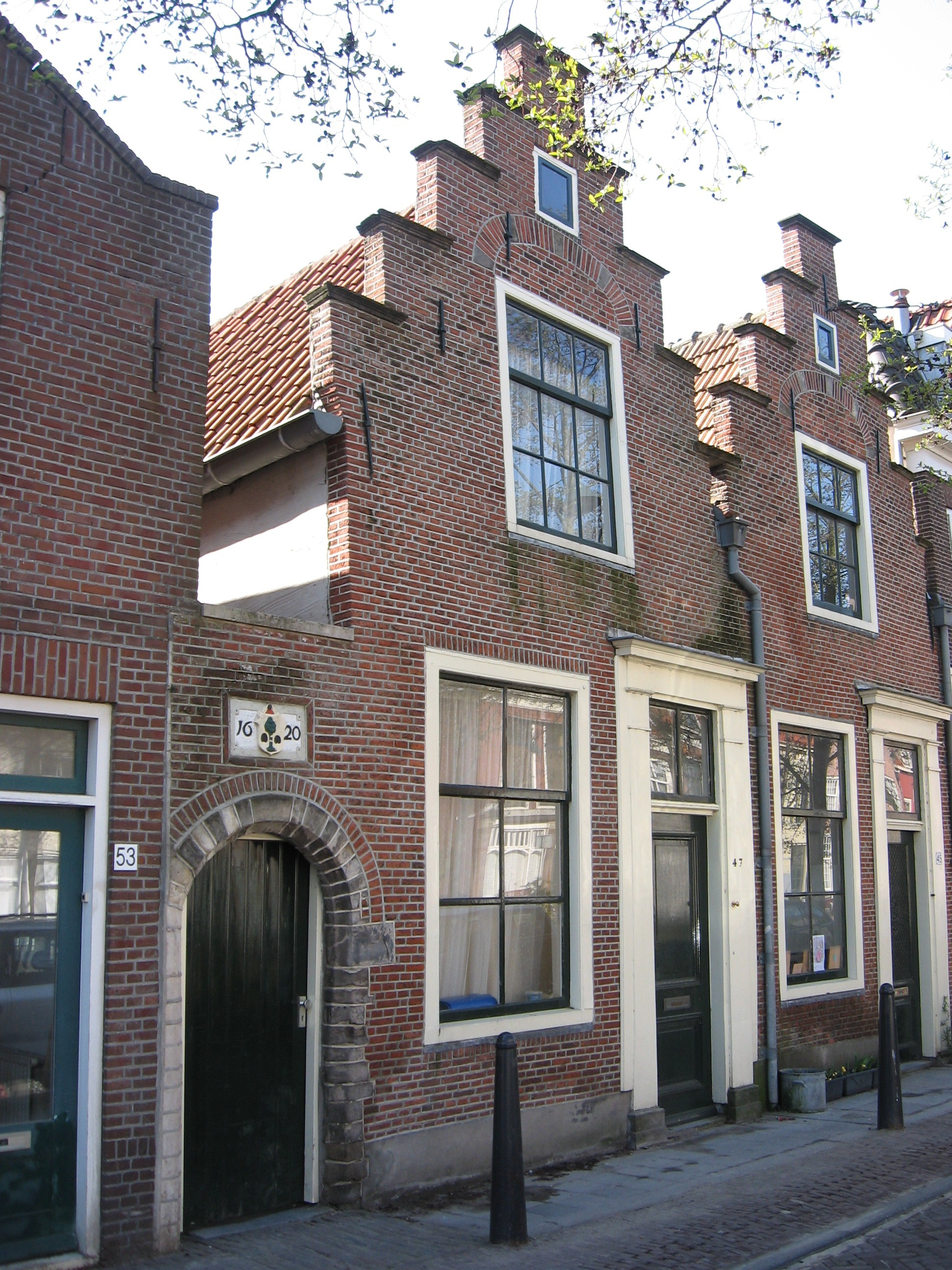
Diephuis met trapgevel

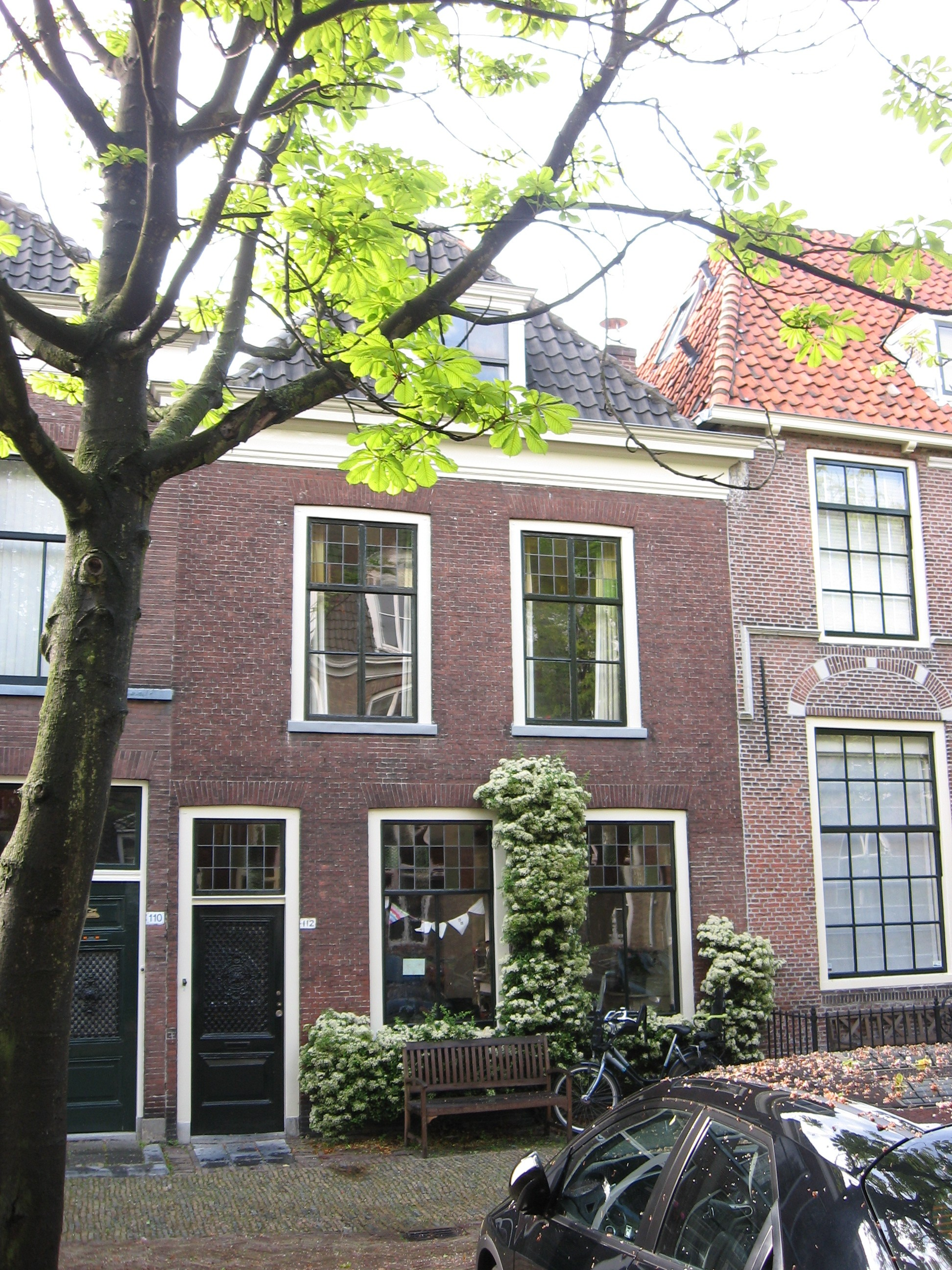
Diephuis met schilddak en lijstgevel

Een diephuis is een huis waarvan de nok loodrecht op de straat staat.
De voorgevel met ingangspartij is dan de belangrijkste gevel. Gewoonlijk betreft dit een topgevel. Als het huis een daartoe geschikt daktype heeft, bijvoorbeeld een schilddak, is ook een lijstgevel mogelijk.
De tegenhanger van het diephuis is het breedhuis.